# パパハナウモクアケア海洋ナショナル・モニュメント
パパハナウモクアケア海洋ナショナル・モニュメント（パパハナウモクアケアかいようナショナル・モニュメント、英語: Papahānaumokuākea Marine National Monument）は、アメリカ合衆国ハワイ州の北西部分の北西ハワイ諸島全域がナショナル・モニュメントに指定されている。2006年6月に面積360,000平方キロメートル（140,000 平方マイル）として制定されて、同年8月にはさらに1,510,000平方キロメートル（583,000平方マイル）へ拡張されたので、自然保護区としては南極のロス海に次ぐ世界最大級の面積を持つ（the Second Largest Protected Area）。アメリカ合衆国内では、全ての国立公園の総面積を上回っている。パパハナウモクアケア海洋国家記念物、パパハナウモクアケア海洋国定遺跡保護区などとも訳される。
2010年7月には、東端のニホア島から西端のクレ環礁（ハワイ語名：ホーラニクー）までの全域が世界遺産（複合遺産）入りを果たしている（世界遺産としての名称は「パパハナウモクアケア」。理由は後述）。 レイサン島（カモレ）には世界中にいる1300頭のハワイモンクアザラシのうち250頭が生息し、フレンチフリゲート瀬（ラロ）ではハワイのアオウミガメ（ホヌ）はここで繁殖するなど、ハワイ人におなじみの貴重な自然が息づいている。

## 歴史
北西ハワイ諸島の保護区設定は1909年のセオドア・ルーズベルトの大統領令から始まった。その後、フランクリン・ルーズベルト、ビル・クリントン各大統領時代などに段階的に進展し、2006年6月にジョージ・W・ブッシュ大統領によって北西ハワイ諸島海洋ナショナル・モニュメントが設定された。これが2007年2月27日に改名され、現在の名称となった。「パパハナウモクアケア」という名称は、ハワイ人の宇宙論では、母なる大地の神「パパハナウモク」（Papahānaumoku）と、父なる天空の神「ワーケア」（Wākea）の合体によりハワイ諸島が生まれ、ハワイ先住民も誕生したことを思い出させるように命名している 。
また、2007年には、アメリカ合衆国政府の申請に基づき国際海事機関（IMO）が保護区の海洋エリアを特別敏感海域に指定した。

## 世界遺産
2008年1月30日に世界遺産センターへ正式な推薦書が提出された。世界遺産委員会の諮問機関である国際記念物遺跡会議（ICOMOS）と国際自然保護連合（IUCN）はともに世界遺産としての価値を認めたが、ICOMOSは保護区の名称であり推薦名称でもあった「パパハナウモクアケア海洋ナショナル・モニュメント」は自然的価値の側面が強いため、複合遺産として登録するならば「パパハナウモクアケアの島々と海洋景観」（The Islands and Seascapes of Papahānaumokuākea）とするか、単に「パパハナウモクアケア」とすべきことを勧告した。
2010年の第34回世界遺産委員会で正式に登録され、その名称は単に「パパハナウモクアケア」となった。アメリカ合衆国の世界遺産としては初の複合遺産であるとともに、初の文化的景観でもある。

### 登録基準
この世界遺産は世界遺産登録基準のうち、以下の条件を満たし、登録された（以下の基準は世界遺産センター公表の登録基準からの翻訳、引用である）。
- (3) 現存するまたは消滅した文化的伝統または文明の、唯一のまたは少なくとも稀な証拠。
- (6) 顕著で普遍的な意義を有する出来事、現存する伝統、思想、信仰または芸術的、文学的作品と直接にまたは明白に関連するもの（この基準は他の基準と組み合わせて用いるのが望ましいと世界遺産委員会は考えている）。
- (8) 地球の歴史上の主要な段階を示す顕著な見本であるもの。これには生物の記録、地形の発達における重要な地学的進行過程、重要な地形的特性、自然地理的特性などが含まれる。
- (9) 陸上、淡水、沿岸および海洋生態系と動植物群集の進化と発達において進行しつつある重要な生態学的、生物学的プロセスを示す顕著な見本であるもの。
- (10) 生物多様性の本来的保全にとって、もっとも重要かつ意義深い自然生息地を含んでいるもの。これには科学上または保全上の観点から、すぐれて普遍的価値を持つ絶滅の恐れのある種の生息地などが含まれる。

この世界遺産は、ハワイモンクアザラシ、レイサンマガモ、レイサンハワイマシコ、ニホアハワイマシコ、ニホアヨシキリ（レイサンヨシキリの亜種とされる）、コアホウドリ、クロアシアホウドリをはじめとする希少種、固有種、絶滅危惧種やサメ、海鳥、ウミガメ、クジラ類、ファンパーム（タリポットヤシ亜科のPritchardia remotaなど）などの多様な生物の生息域である点、火山列、海山、堆、サンゴ礁、ラグーン、沈んだ島を含む多彩な海洋地形とホットスポットを擁する点といった自然的要素のほか、ハワイ先住民から生命が生まれ、還る場所と信じられた宗教上の意義や、ニホア島、マクマナマナ島に残るヨーロッパ人到達以前のヘイアウなどの考古遺跡群といった文化的価値も特筆される。これらの遺跡群は遠く離れたタヒチ島およびマルキーズ諸島の文化遺跡との類似性が見られるため、ハワイはこれらの地域と同じくポリネシアの文化圏に属することを証明した。